# Nathan Schachner

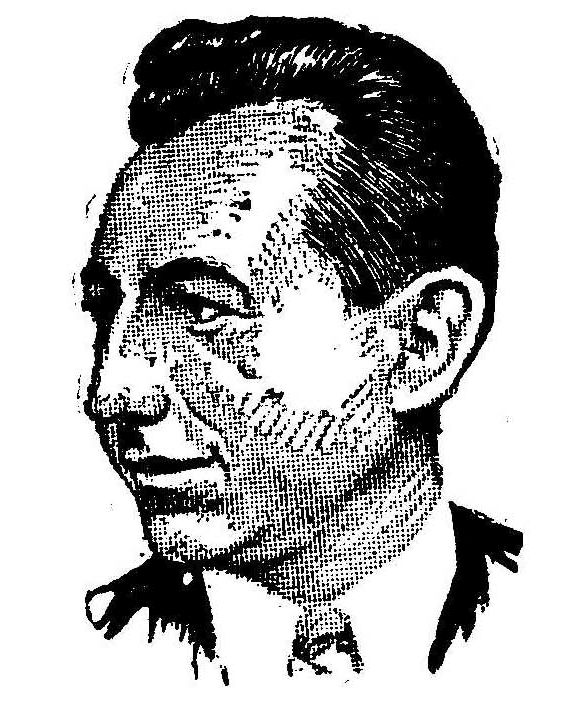
Bildnis in Wonder Stories, 1930

Nathan „Nat“ Schachner (geboren am 16. Januar 1895 in New York City; gestorben am 2. Oktober 1955 in Hastings-on-Hudson, New York) war ein amerikanischer Schriftsteller, bekannt als Science-Fiction-Autor und Verfasser historischer Sachbücher und Biografien.

## Leben
Schachner studierte Chemie am City College of New York, wo er 1915 mit dem Bachelor abschloss. Danach arbeitete er als Chemiker im New York City Department of Health. Im Ersten Weltkrieg diente er von 1917 bis 1918 im U.S. Chemical Warfare Service. 1919 erwarb er den Grad eines Juris Doctor an der New York University. Im gleichen Jahr heiratete er Helen Lichtenstein, mit der zusammen er eine Tochter hatte. Von 1919 bis 1933 war er Anwalt, danach freier Schriftsteller. Von 1945 bis 1951 war er redaktionell für das American Jewish Committee tätig und von 1954 bis 1955 Leiter der Öffentlichkeitsarbeit des National Council of Jewish Women. 1933 war er Präsident der American Rocket Society.
1930 hatte Schachner zusammen mit Arthur Leo Zagat die Science-Fiction-Kurzgeschichte The Tower of Evil in Wonder Stories Quarterly veröffentlicht, weitere Zusammenarbeiten mit Zagat folgten, 1931 erschien der Roman Exiles of the Moon, ab 1932 erschien Schachner als alleiniger Autor. In dem Jahrzehnt bis 1941 veröffentlichte er über 100 SF-Storys, gelegentlich unter den Pseudonymen Chan Corbett und Walter Glamis, und war als Autor der Pulp-Magazine der Epoche auch in anderen Genres produktiv. 2011 erschien eine Sammlung seiner Weird Fiction als The Devil’s Nightclub and Other Stories. 1937 war eine Biografie des Politikers Aaron Burr erschienen ab Anfang der 1940er Jahre wandte Schachner sich von der Science-Fiction ab und Biografien und Sachbüchern vor allem aus dem Bereich der US-Geschichte zu. Außerdem verfasste er mehrere konventionelle Romane, zuletzt 1944 The Wanderer, einen historischen Roman über die Liebe von Dante zu Beatrice.
Ein Kennzeichen von Schachners Science-Fiction war die Thought-Variant-Story, ein im Dezember 1933 von F. Orlin Tremaine geprägter Begriff. Tremaine stand seinerzeit am Anfang seiner Herausgeberschaft von Astounding und beschrieb mit dem Begriff einen Typus von Erzählung, die im Gegensatz zum damals die Pulps dominierenden Action-orientierten Weltraumabenteuer (Stichwort Space Opera), die Mittel spekulativen Erzählens einsetzt, um eine Idee oder ein Konzept zu beleuchten. Er benannte Ancestral Voices, eine in der gleichen Nummer von Astounding enthaltene Erzählung Schachners, als erstes Beispiel für diese neue Richtung. Dazu gehörte auch, dass Schachner in seiner Science-Fiction sich mit aktuellen gesellschaftlichen Problemen und Konflikten auseinandersetzte und insbesondere Stellung bezog gegen den aufsteigenden Nationalsozialismus, weshalb Paul A. Carter ihn in The Creation of Tomorrow: Fifty Years of Magazine Science Fiction einen der ersten „anti-Nazi Paul Reveres“ nannte.
1955 ist Schachner im Alter von 60 Jahren gestorben. Zusammen mit seiner Frau ist er auf dem Mount Hope Cemetery in Hastings-on-Hudson bestattet.

## Bibliografie

### Serien
Die Serien sind nach dem Erscheinungsjahr des ersten Teils geordnet.
20,000 A.D. (Kurzgeschichten, mit Arthur Leo Zagat)
- 1 In 20,000 A.D.! (1930)
- 2 Back to 20,000 A.D. (1931)

Revolt of the Scientists (Kurzgeschichten)
- 1 Revolt of the Scientists (1933)
- 2 The Revolt of the Scientists II—The Great Oil War (1933)
- 3 The Revolt of the Scientists III—The Final Triumph (1933)

Redmask (Kurzgeschichten)
- 1 Redmask of the Outlands (1934)
- 2 The Son of Redmask (1935)

Messier 33 (Kurzgeschichten, als Chan Corbett)
- 1 Nova in Messier 33 (1937)
- 2 When Time Stood Still (1937)

Past, Present and Future (Kurzgeschichten)
- Past, Present and Future (1937)
- City of the Rocket Horde (1937)
- Island of the Individualists (1938)
- City of the Cosmic Rays (1939)
- City of the Corporate Mind (1939)

Kerry Dale / Space Lawyer
- Old Fireball (1941, Kurzgeschichte)
- Jurisdiction (1941, Kurzgeschichte)
- Space Lawyer (1953)
  - Deutsch: Der Weltraumanwalt. Balowa Bestseller des Kosmos #292, 1961. Auch: Moewig (Terra #248), 1962.

### Romane
- Exiles of the Moon (1931, mit Arthur Leo Zagat)
- By the Dim Light (1941)
- The King’s Passenger (1942)
- The Sun Shines West (1943)
- The Wanderer: A Novel of Dante and Beatrice (1944)

### Kurzgeschichten
- The Tower of Evil (1930, mit Arthur Leo Zagat)
- The Song of the Cakes (1931, mit Arthur Leo Zagat)
- The Dead-Alive (1931, mit Arthur Leo Zagat)
- The Emperor of the Stars (1931, mit Arthur Leo Zagat)
- The Menace from Andromeda (1931, mit Arthur Leo Zagat)
- The Death-Cloud (1931, mit Arthur Leo Zagat)
- The Revolt of the Machines (1931, mit Arthur Leo Zagat)
- Venus Mines, Incorporated (1931, mit Arthur Leo Zagat)
- Emissaries of Space (1932)
- Pirates of the Gorm (1932)
- Slaves of Mercury (1932)
- The Time Express (1932)
- The Memory of the Atoms (1933, mit R. Lacher)
- The Eternal Dictator (1933)
- The Robot Technocrat (1933)
- Fire Imps of Vesuvius (1933)
- The Orange God (1933, als Walter Glamis)
- Ancestral Voices (1933)
- The Time Impostor (1934)
- He from Procyon (1934)
- The Dragon of Iskander (1934)
- The 100th Generation (1934)
- Marble Murderer (1934)
- Stratosphere Towers (1934)
- The Living Equation (1934)
- Monsters of the Pit (1934)
- The Great Thirst (1934)
- I Am Not God (1935)
- They Dare Not Die (1935)
- The Ultimate Metal (1935)
- Thirst of the Ancients (1935)
- Death Takes a Bride (1935)
- Mind of the World (1935)
- When the Sun Dies (1935, als Chan Corbett)
- Death Teaches School (1935)
- Satan’s Antechamber (1935)
- The Devil’s Brewers (1935)
- Hospital of the Damned (1935)
- Railroad to Hell (1935)
- The Orb of Probability (1935)
- Creatures of the Dusk (1935)
- Intra-Planetary (1935, als Chan Corbett)
- Vault of the Damned (1935)
- City of the Scarlet Plague (1935)
- World Gone Mad (1935)
- Kiss of the Iron Maiden (1935)
- Master of the Space Ray (1935)
- Infra-Universe (1936)
- The Isotope Men (1936)
- Entropy (1936)
- A Feast for Hell’s Angels (1936)
- Death Unmasks at Midnight (1936)
- Ecce Homo (1936, als Chan Corbett)
- Reverse Universe (1936)
- The Devil’s Night Club (1936)
- Pacifica (1936)
- The Return of the Murians (1936)
- The Saprophyte Men of Venus (1936)
- The Eternal Wanderer (1936)
- The Thought Web of Minipar (1936, als Chan Corbett)
- Wedding Night of the Damned (1936)
- Cauldrons of the Damned (1936)
- Beyond Infinity (1937, auch als Chan Corbett)
- Beyond Which Limits (1937)
- Satan’s Children Are Hungry (1937)
- The Shining One (1937)
- Earthspin (1937)
- The Plague of Evil Love (1937)
- Sterile Planet (1937)
- Crystallized Thought (1937)
- Hostess for the Dying (1937)
- Children of Murder (1937)
- Lost in the Dimensions (1937)
- Simultaneous Worlds (1938)
- Governess for the Mad (1938)
- Negative Space (1938)
- Factory for Death (1938)
- The Flowering Corpses (1938)
- The Sun-world of Soldus (1938)
- The Corpses’ Christmas Party (1938)
- Merchant of Screaming Death (1939)
- Parade of the Tiny Killers (1939)
- Welcome, Mr. Death (1939, als Chan Corbett)
- Palooka from Jupiter (1939)
- Terror of the Corpse Balloons (1939)
- Worlds Don’t Care (1939)
- The Corpse Clinic (1939)
- The Great, Grey Hounds of Death (1939, als Chan Corbett)
- When the Future Dies (1939)
- City Under the Sea (1939)
- Cold (1940)
- Space Double (1940)
- Master Gerald of Cambray (1940)
- Runaway Cargo (1940)
- The Return of Circé (1941)
- Beyond All Weapons (1941)
- Eight Who Came Back (1941)

Sammlung
- The Devil’s Night Club and Other Stories (2011)

### Sachliteratur
- Aaron Burr: A Biography (1937)
- The Mediaeval Universities (1938)
- Alexander Hamilton (1946)
- The Price of Liberty: A History of the American Jewish Committee (1948)
- Joe Worker and the Story of Labor (ca. 1948, mit Jack Alderman)
- Thomas Jefferson: A Biography (1951)
- Alexander Hamilton, Nation Builder (1952)
- The Founding Fathers (1954)